# Murgtalbahn
La Murgtalbahn est une ligne de chemin de fer reliant Rastatt à Freudenstadt à travers la vallée de la Murg en Forêt Noire. C'est une ligne de montagne, électrifiée, comprenant de nombreux tunnels.